# Глізер Юдит Самойлівна
Юдит Самойлівна Глізер (нар. 10 лютого 1904, Рогачове, Київська губернія — пом. 27 березня 1968, Москва) — радянська актриса театру і кіно. Народна артистка РРФСР (1954).

## Біографія

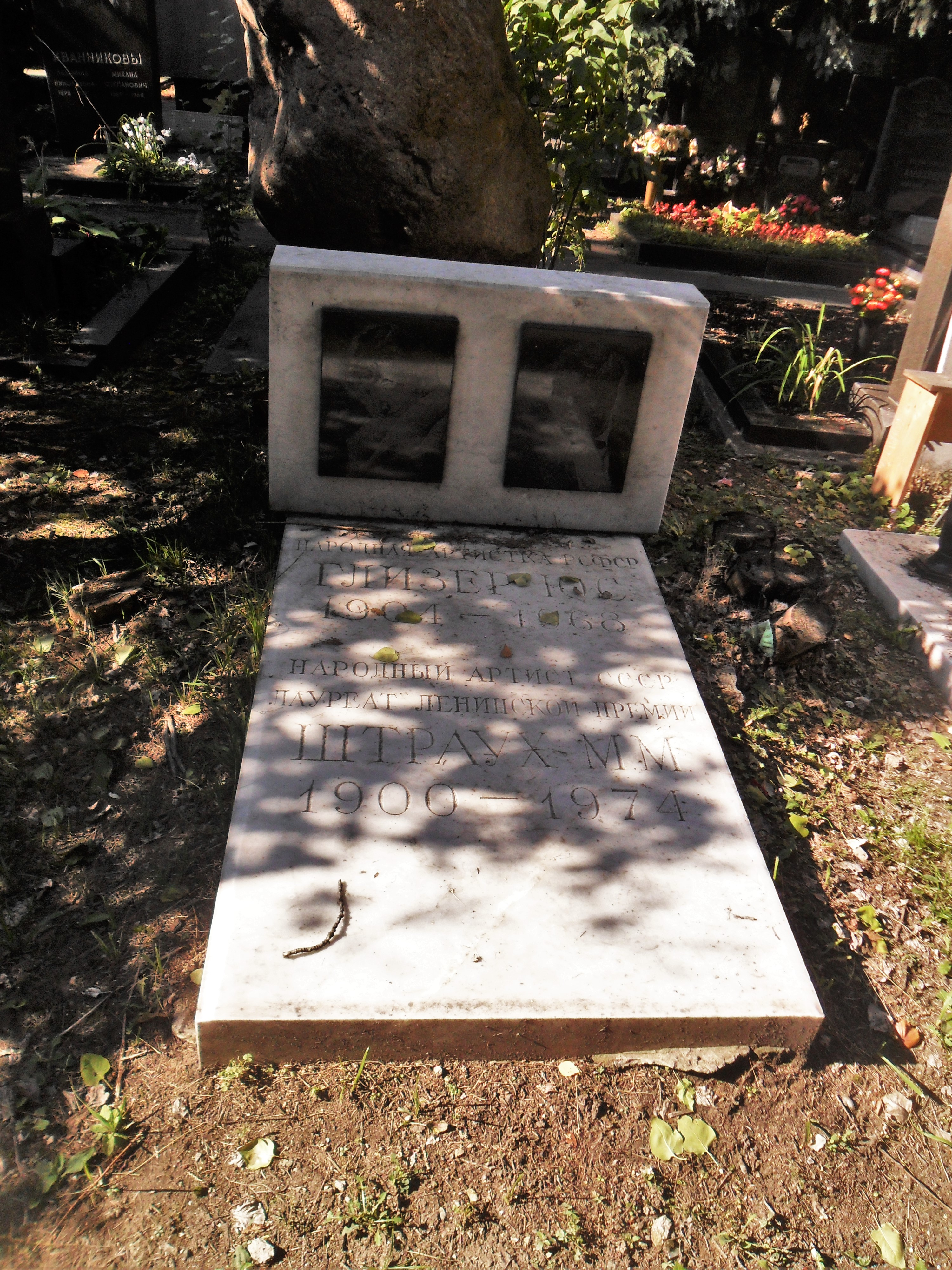
Могила Глізер і Штрауха на Новодівичому цвинтарі Москви.

Юдит Глізер народилася в Київській губернії, 1917 року приїхала до Москви.
Навчалася в студії 1-го Робітничого театру Пролеткульту, 1921 року дебютувала на сцені цього театру у виставі «Мексиканець» за Джеком Лондоном.
У 1928 році перейшла до Театру Революції (з 1954 — Театр ім. В. Маяковського). Серед найкращих ролей Глізер — Цезарина в «Мистецтві кар'єри» Скриба (1936), королева Єлизавета в «Марії Стюарт» Шиллера (1940), Констанція у виставі за п'єсою Л. Леонова «Звичайна людина» (1945), матуся Кураж у п'єсі Брехта Матінка Кураж та її діти (1960).
Як режисер брала участь у постановці вистав «Мистецтво кар'єри» та «Останні» М. Горького (1937).

### Особисте життя
Перша дружина актора Максима Штрауха. Похована разом з ним на Новодівичому цвинтарі в Москві.

## Творчість

### Театральні роботи

#### Театр Пролеткульту
- 1921 — «Мексиканець» за Д. Лондоном — Танцівниця
- 1921 — «Зорі Пролеткульту» — Декадентка
- 1927 — «Влада» — Агриппіна Скобло[4]

#### Театр Революції
- 1929 — «Глафіра» О. Г. Глібова. Постановка М. Терешковича — Інга
- 1929 — «Людина з портфелем» О. Файко. Постановка А. Д. Дикого — Мар'я Панфілівна (введення)
- 1929 — «Коли співають півні» Ю. Юр'їна. Постановка М. Терешковича и К. Зубова — Грета
- 1932 — «Вулиця радості» Н. Зархи. Постановка І. Шлепянова — Кіксі
- 1933 — «На Заході бій» В. Вишневського. Постановка І. Шлепянова — Рахіль
- 1936 — «Сходи слави» («Мистецтво кар'єри») п'єса Е. Скріба. Постановка М. Штрауха — Цезарина
- 1940 — «Марія Стюарт» Ф. Шиллера. Постановка С. Майорова — Королева Єлизавета
- 1945 — «Звичайна людина» Л. Леонова. Постановка Ф. Каверіна — Констанція Львовна
- 1946 — «Круг» С. Моема. Постановка Ф. Каверіна — Кітті
- 1949 — «Леді і джентльмени» Л. Хелман. Постановка Є. Зотової — Лавинія
- 1949 — «Сампани Блакитної ріки» В. Пушкова. Постановка М. Охлопкова — Ляо Ша
- 1953 — «Гроза» О. Островського. Постановка М. Охлопкова — Кабаниха
- 1953 — «Персональна справа» О. Штейна. Постановка М. Охлопкова — Колокольнікова
- 1956 — «Аристократи» М. Погодіна. Постановка М. Охлопкова — Дама Нюрка
- 1959 — «День зупинити не можна» О. Спєшнєва — Інженер Іванова
- 1960 — «Матінка Кураж та її діти» Б. Брехта. Постановка М. Штрауха — Матінка Кураж
- 1961 — «Фауст і смерть» О. Левади. Постановка В. Дудіна — Мати
- 1964 — «Між ливнями» О. Штейна. Постановка М. Охлопкова — Баронеса фон Рількен[5].

### Фільмографія
- 1924 — «Стачка» С. Ейзенштейна
- 1933 — «Дезертир» В. Пудовкіна — Марчелла
- 1934 — «Повстання рибалок» Е. Піскатора — Анна Кенедек
- 1950 — «У них є Батьківщина» О. Файнциммера — Журналістка Додж

### Озвучування мультфільмів
- 1957 — «Сніжна королева» — Стара розбійниця; Лапландка